# Barnisław
Barnisław (deutsch Barnimslow) ist ein Dorf in der Gemeinde (Gmina) Kołbaskowo (Kolbitzow) im Nordwesten der polnischen Woiwodschaft Westpommern. Es ist dem Powiat Policki (Pölitzer Kreis) zugeordnet.

## Geographische Lage
Barnisław liegt in Vorpommern, zwölf Kilometer südwestlich von Stettin an der Grenze zur Bundesrepublik Deutschland. Im Westen grenzt die Gemarkung der Gemeinde an den Lebehnschen See.

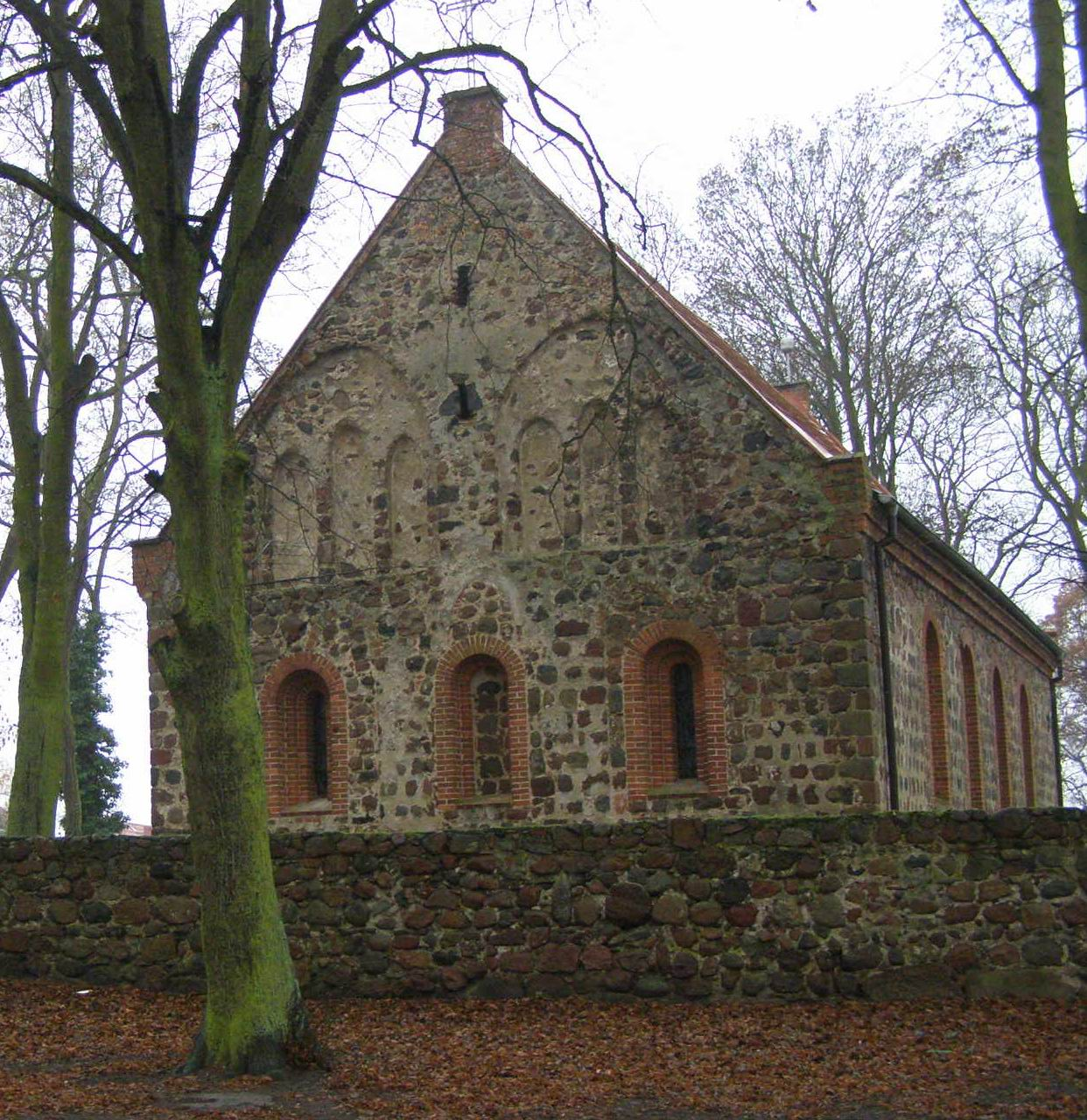
Dorfkirche, bis 1945 Gotteshaus der evangelischen Gemeinde Barnimslow

## Geschichte
Die Namensgebung lässt sich auf die slawischen Edlen Barnislow (1185–1236) zurückführen und ab 1243 urkundlich in der Schreibung Barnizlaf belegen. Der Ort gehörte zu den ältesten Besitzungen der Zisterzienserinnen des Jungfrauenklosters in Stettin.
In dem Kirchdorf gab es um 1775 einen Pächter des ehemaligen Freischulzenhofs, den früher die Familie Eickstedt besessen hatte, 14 Bauern, von denen einer die Windmühle betrieb, einen Prediger, einen Küster, ein Predigerwitwenhaus, einen Schmied und einen Gastwirt.
Um 1930 hatte die Gemarkung der Gemeinde Barnimslow eine Flächengröße von 7,8 km². Innerhalb der Gemeindegrenzen gab es drei Wohnorte, in denen zusammen 44 Wohnhäuser standen:
1. Barnimslow
2. Leppin
3. Neu Barnimslow

Im Jahr 1925 wurden in Barnimslow 417 Einwohner gezählt, die auf 84 Haushaltungen verteilt waren.
Barnimslow gehörte bis zum Ende des Zweiten Weltkriegs zum Landkreis Randow im Regierungsbezirk Stettin der preußischen Provinz Pommern des Deutschen Reichs und war dem Amtsbezirk Glasow zugeordnet. 
Gegen Ende des Zweiten Weltkriegs wurde die Region von der Roten Armee besetzt. Nach Kriegsende wurde Barnimslow zusammen mit Stettin und ganz Hinterpommern  – militärische Sperrgebiete ausgenommen – seitens der sowjetischen Besatzungsmacht der Volksrepublik Polen zur Verwaltung unterstellt. Es begann danach schon die vereinzelte Zuwanderung von Polen. Das Dorf wurde in „Barnisław“ umbenannt. In der Folgezeit wurde die einheimische Bevölkerung von der polnischen Administration aus der Region vertrieben.

## Kirche
Die vor 1945 in Barnimslow anwesende Bevölkerung gehörte mit großer Mehrheit dem evangelischen Glaubensbekenntnis an. Im Jahr 1925 wurden in der Ortschaft 73 Katholiken gezählt.

## Verkehr
Barnisław war ein Haltepunkt der Kleinbahn Casekow–Penkun–Oder, die von Casekow nach Pomorzany Port (Pommerensdorf Hafen) führte.

## Persönlichkeiten, die mit dem Ort in Verbindung stehen
- Karl Wilhelm Heinrich Hildebrandt (Pseudonym: Karl Norden, * 1796), Theologe und Schriftsteller, war seit etwa 1835 Prediger in Barnimslow.[5]